# Pelluhue
Pelluhue est une commune du Chili faisant partie de la province du même nom elle-même rattachée à la région du Maule. En 2012 la commune (comuna) comptait 6636 habitants. Tandis que Pelluhue est la localité la plus peuplée de la commune, le chef-lieu communal est le village de Curanipe. Pelluhue et Curanipe sont parmi les stations balnéaires estivales les plus populaires de la Région du Maule. Des autres localités sont: La Vega, Mariscadero, Peuño, Chovellén, Cardonal (Bas-Chovellén), Quilicura, La Poza et au extrême sud de la commune Tregualemu.
Le 27 février 2010, un séisme de 8,8 sur l'échelle de Richter a été ressenti dans le centre sud du Chili. Pelluhue et Curanipe, situés près de l'épicentre, ont été partiellement détruits par le séisme et ensuite engloutis par le tsunami qui a suivi. Lors de cette catastrophe il y a eu des dizaines de morts, de nombreuses blessées et des centaines de maisons détruites dans la commune de Pelluhue.

Position de Pelluhue (en rouge) au sein de la région du Maule.